# Fredy Montero
Fredy Henkyer Montero Muñoz (ur. 26 lipca 1987 w Campo de la Cruz) – kolumbijski piłkarz występujący na pozycji napastnika w Vancouver Whitecaps do którego jest wypożyczony z chińskiej drużyny Tianjin Teda.

## Kariera klubowa
Montero jest wychowankiem klubu Deportivo Cali, pierwsze kroki w seniorskiej piłce stawiał jednak w zespole Academia Bogotá. W kolejnych latach reprezentował barwy Deportivo Cali, Atlético Huila i ponownie Deportivo Cali. W 2009 roku wyjechał do USA i przez cztery kolejne lata występował w Seattle Sounders. Do rodzinnego kraju powrócił w 2013 roku, został graczem zespołu Millonarios FC, jednak po zaledwie kilku miesiącach postanowił znów spróbować sił w innym kraju. Latem 2013 roku trafił do portugalskiego klubu Sporting CP. W 2016 przeszedł do Tianjin Teda. W lutym 2017 został wypożyczony do Vancouver Whitecaps.

## Kariera reprezentacyjna
W reprezentacji Kolumbii zadebiutował w 2007 roku. Do 6 września 2013 roku zaliczył w kadrze 4 występy.

## Sukcesy
- Mistrzostwo Kolumbii: 2005 (Deportivo)